# The Unreal McCoy
The Unreal McCoy è il settimo album studio del gruppo musicale italiano Virginiana Miller, pubblicato in CD e vinile il 29 marzo 2019 da Santeria Records con distribuzione Audioglobe.

## Descrizione
Il disco, prodotto da Ale Bavo, è stato registrato al SAM Studio di Lari da Ivan A. Rossi e Marco Gorini, e al Banana Studio Di Livorno da Valerio Fantozzi. Il disco è stato mixato presso l'8brr studio da Ivan A. Rossi e Ale Bavo. L'album è stato anticipato dalla pubblicazione, avvenuta il 15 marzo 2019, del singolo Lovesong.

## Tracce - versione Compact Disc
1. The Unreal McCoy – 3:47
2. Lovesong – 3:17
3. Old Baller – 3:56
4. Motorhomes of America – 4:46
5. Christmas 1933 – 3:27
6. The End of Innocence – 4:24
7. Soldiers on Leave – 3:52
8. Toast the Asteroid – 4:14
9. Albuquerque – 4:22

Durata totale: 36:05

## Tracce - versione Vinile 12" (black/coloured)
Lato A
1. A1. The Unreal McCoy
2. A2. Lovesong
3. A3. Old Baller
4. A4. Motorhomes of America
5. A5. The End of Innocence

Lato B
1. B1. Soldiers on Leave
2. B2. Christmas 1933
3. B3. Toast the Asteroid
4. B4. Albuquerque

## Formazione
- Simone Lenzi - voce
- Antonio Bardi - chitarra
- Matteo Pastorelli - chitarra
- Daniele Catalucci - basso
- Valerio Griselli - batteria
- Giulio Pomponi - tastiere